# イグニッション・ブラッド
『イグニッション・ブラッド』は、亜逸による日本のライトノベル。イラストはゆらんが担当。富士見ファンタジア文庫（KADOKAWA）より2016年2月から同年10月まで刊行された。第28回ファンタジア大賞「銀賞」受賞作。またカクヨムに短編が3話、pixivに短編が3話と合計6話分の日常編が掲載されている。なお著者はあとがきにて『ワイルドアームズ セカンドイグニッション』の影響を受けていると述べている。

## あらすじ
十影は至高の血族と日々戦う剣士の少年。ある日、至高の血族に襲われていた同僚クインを助けた際にペスティとも出会い、襲撃してきた至高の中の至高クラフトを撃破。クラフトから一行を庇うペスティを見て信頼し、母親を探しにきたという彼女の頼みを引き受け一先ず自宅に住まわせる。しかし十影に惚れていたクインもくっついてきて騒々しくも心温まる同棲生活を送ることに。一方、ペスティに追手を差し向けたロドリオ・ストーカーは、彼女が太陽のもとでも活動できる存在と知ると興味を抱く。そして自らの手で連れ去るべく行動を起こした。ペスティはたまたま十影とその友人コートスの話を立ち聞きし、母親が既に人間に殺されていたことを知って激しい自殺願望に囚われてしまう。更にユラギの謀略によって正体を暴かれたことで追われる身となり、ペスティは十影の前から立ち去ってしまう。クインと共に追った先でペスティを保護するもそこへロドリオ・ストーカーが襲来。圧倒的な実力差で無力化される十影だったが、ペスティの血を飲んだことで発動した人間と至高の血族の愛の力である「絆血の共振（レゾナンス）」によりロドリオと互角に渡り合えるようになった。十影の技、ペスティの闇闘技、そして最期にクインの武器を用いてロドリオの心臓を貫き勝利する。3人で暮らす騒々しくも心温まる生活にやがて楽しさを感じるようになり、二人の少女の存在がかけがえのないものとなっていく。
2巻ではかつての上司であり第二の師リアリ・アラングレイスとの関係が判明する。恋愛感情があったのかはわからないが十影にとって超えるべき目標であり、そして憧れの存在であった。しかし3年前の戦いでランス・ロランスと相打ちの形で死亡し、更には仲間だったコートスとクラリタもそれぞれ右腕と右目を失う結果となり、仲間を守れなかった自責の念を抱くようになった。十影が「暁の英雄」と呼ばれるようになったのは、上層部がリアリという「聖女」を失ったことで士気が下がることを懸念し、「聖女」に代わる「英雄」を欲したからだった。2巻終盤にてリアリの仇であるランスと対峙。ランスもまた恋人を十影に殺されており、憎悪と復讐心に塗れ、その狂気に気圧される十影だったがペスティの呼び掛けにより奮起。「命に代えても復讐を果たす」というランスの狂気に対し、十影は「大切な者たちのために生きる」思いで対抗し、リアリが最期に放ったように「雲柳」を用いて勝利する。負傷した十影は眠っている間にペスティからキスをされ、このことから一気に距離を縮めることとなる。
最終巻となる3巻ではクリアナを強襲した至高の血族の大隊をコートスと共に戦い抜き撃破。誉れ高き血統を討ち滅ぼす精鋭小隊「シルバーエッジ」の一員となり、地底都市クリアナにて最後の血戦に挑む。最初の障害として立ちはだかったランドルフと死闘を演じ、ペスティの新たな力が覚醒したことで勝利する。だがランドルフや血族の死体を操り人形としたロッドの奇策により劣勢となる。しかし紅蛇の捨て身の策によってロッドの居場所を特定、ペスティの援護を受けたクラリタによってロッドは討ち取られた。そこへ十影は、ランドルフが死んだことを知ったガルビヤスから通信を受け「決闘（タイマン）」を申し込まれる。地上にて最後の誉れ高き血統ガルビヤスと対峙し、ペスティとの「絆血の共振」で立ち向かい互角の死闘を繰り広げる。最期はガルビヤスの「闇を統べる者」によって再現された「千夜を征く大隊」と「瞬の奥伝 煌月（こうげつ）」の戦いとなり、ガルビヤスのほうが一瞬速かったものの、最期の最期でペスティの力が加わわったことで十影の勝利に終わった。死に行くガルビヤスから「戦意を無くした至高の血族は見逃してほしい」と頼まれ快諾。約束通り遁走を始めた血族に対しては「深追いは厳禁」として見逃した。最終決戦でペスティとの仲を一気に深め、彼女に対する恋心をついに自覚する。エピローグでは二人がキスをしようとする現場にクインが突入して阻止しに現れ、この物語は幕を下ろした。

## 登場人物

### 主要キャラクター
十影（とおえい）
1巻から登場。本作の主人公。18歳。黒髪の剣士で対血族部隊エクイテス所属の少年。常人をはるかに凌駕する剣術と体術の使い手であり、エクイテスの統合司令官クルススクとほとんど互角にやり合えるほど。3年前の闘いの功績により「暁の英雄」と呼ばれ、血族からは「赤い剣鬼（レッドオーガ）」と呼ばれている。武器は銃ではなく銀製の刀を用いる。屍山血河の中で過ごす日々に暗い感情を抱き、「居場所」がないことを疎んでいた。ペスティやクインとの出会いを皮切りに二人と同棲することになり、騒がしい日常を楽しいと思い始めている。戦いの中で育ったためかぶっきらぼうでどこか冷めた性格をしており、基本的にはクールに振る舞う。しかし大切な者を護るためには我が身を賭してでも戦い抜く熱い部分も持っている。
剣の技は父親から教わったものであり、父は十影が十歳の時に至高の血族との戦いで死亡。母親も十影が幼少の頃に病死している。血族を父の仇と恨むのは剣士の道に反するという信条から恨むことはなかったが簡単には割り切れず、その想いからエクイテスに入隊した経緯がある。
始めはタイプの違う美少女二人と過ごす騒々しい日々に辟易していたものの、本心では決して嫌がっておらず、後に彼女たちがいるこの日常こそが「俺の居場所」だと認めるようになった。
作者によれば名前は「十字架」から。そのため名前に漢字が使われている。
ペスティ・アーヴィング
1巻から登場。本作のヒロイン。17歳。貧乳。長い銀髪と赤い瞳の少女。父親は至高の血族と人間のハーフであり、母親は人間。すなわち至高の血族と人間のクォーターである。そのため常人を凌駕する優れた聴覚と異能として闇闘技を持つ。尊大な正確に振る舞うが中身は作者曰く「ポンコツ」。実は尊大に振る舞っているのは弱い自分の心を押し隠すためのもので、地は普通の少女らしい口調である。至高の中の至高の血を引いているため実力は非常に高く、十影の実力をもってしてもBIの接種を行わなければペスティに負けることが多い。クォーターのため太陽光を浴びても死ぬことはないが、十影と出会うまではその体質に気づいていなかった。父ソロイから「決して太陽のもとには出るな」と言いつけられており、家族も知らなかった様子。
生まれ故にストーカー家から抹殺対象として見られ、至高の血族に追われていたところを十影とクインに助けられる。父親は既に殺されており、行方不明になっていた母親を探して十影とクインの案内で都市クリアナへとやって来るが、あろうことか母親は人間たちによって殺されてしまっていた。故郷を滅ぼされ、父を失い、そして母まで死んでいたことを知り「居場所」を喪失したことで自害を考えて十影の前から姿を消す。しかし追いかけてきた十影とクイン、更にはロドリオの襲撃が重なり戦いの中で十影から「居場所なら俺の隣がある」と告げられ、以後は本格的に十影に好意を抱くようになる。その種族を超えた愛は「絆血の共振（レゾナンス）」となって十影に力を貸し、ロドリオを討ち滅ぼした。
1巻エピローグにてではロドリオ討伐の功績でエクイテスの一員としてクリアナに住むことを認められた。しかし至高の血族ということで快く思わない者も多数おり、無用な混乱を避けるために普段は正体を隠している。
2巻ではクリアナを襲撃したランス・ロランスの別動隊であるデルボアと交戦。クイン、クラリタの二人と力を合わせデルボアの首を跳ね飛ばし撃破した。その後、一人戦う十影に声援を届け、ランスとの戦いを勝利に導いた。
3巻ではシルバーエッジの一員として最終血戦に参加。両親との愛情と血の繋がりにより「絆血の共振」を起こし父の闇闘技「無窮の闇」を用いてランドルフとほとんど互角に渡り合った。最終的にはペスティの一撃の前にランドルフは倒されたが、同じく「絆血の共振」によって母とランドルフの繋がりや、自分が赤子の頃に出会っていたことを思い出していた。直後、死体となって操られたランドルフによって致命傷を負わされ、治癒のため十影から口移しで血を飲ませられ、一気に距離を縮めることに。その後はロッドを追うクルススクの援護を行い、クラリタに協力した。
エピローグでは復興中のクリアナにて十影といい雰囲気になったものの、クラリタとクインに介入により阻止される。こうしてペスティは、過酷な戦いを得て護った騒々しい「居場所」へと帰ってきた。
宵闇の揺らめき（エクスポリエム）
自身の影から伸縮自在の闇の帯を取り出す闇闘技。対象を拘束したり、高所に投げて自身を引っ張り上げるなど利便性が高い。逆に仲間を攻撃の範囲外に脱出させることにも用いている。
無窮の闇（グローリア）
亡き父と母との「絆血の共振」によって獲得したペスティの新たな闇闘技。対象の「闇」を喰らうことで自身の力に換える。作中ではランドルフの全力の一撃を吸収し切り、大幅なパワーアップを迎えた。父ソロイの力が加わったことでペスティと二人分の闇を喰らえるようになっている。また、宵闇の揺らめきとの併用も可能で、闇の帯を絡みつかせてロッドの闇を奪うという芸当も見せている。
クイン・クイン
1巻から登場。本作のサブヒロイン。16歳。亜麻色のツーサイドテール。対血族部隊エクイテス所属の少女。明るく元気で巨乳で低身長。十影に憧れており、思考の血族との戦いで助けられたことから強い恋心を持つようになった。以降も積極的に迫っている。
元々はクストスの所属だったが、妻子持ちの上官と恋仲になったことで離婚騒動にまで発展しエクイテスへと飛ばされてきた。その他にもさまざまな異性と付き合っては破局しているという。男性遍歴さえ除けば優秀な努力家であり、能力的にも高い方。
実は惚れた男性たちには他にも思いを寄せる女性たちがいたため、男性の幸せを願って自ら身を引いていたというのが真相。十影については本気で惚れており、ペスティの思いに気づきながらも諦めたくないと思っている。
3巻では自分の力不足を痛感し泣き崩れるも十影への思いは潰えず、血戦前に彼を呼び出しておまじないと称しキスをして見送った。実は密かにユラギと接触し彼の部隊に参加するという形で最後の戦いに加わっていたが、十影に知られると絶対に止められると考え黙っていた。シルバーエッジの別動隊として太陽塔を起動させるべく行進するが、自分たち以外の部隊は全滅。ユラギの一手により水道管の中を進んで起動装置の側まで先行したが、そこへ一行を監視していた青年の至高の血族が立ちふさがる。スルガの時は失敗に終わった手榴弾の罠を用い、破片手榴弾と思わせて閃光手榴弾で目つぶしに成功。致命傷を負いながらも至高の血族を倒し、装置の起動すると同時に倒れた。
エピローグでは生存が判明し、無茶をしたことでペスティを大層悲しませていた。十影とペスティがいい雰囲気になったのをクラリタの協力で知り、病院から抜け出してでも二人の蜜月を阻止するべく奮起。騒々しくも心休まる日常へと一行が戻って来た。
作中では拳銃のほか、破片手榴弾や閃光手榴弾を使用している。3巻ではコートスから渡された武器として銃機剣も手にしている。
クラリタ・ムーニャ
2巻から登場。本作のサブヒロイン。黒髪のおかっぱ頭。クストス所属の少女。3年前の戦いにより右目を失っており、常に眼帯をつけている。十影やコートスよりも1期早い先輩だが、生まれた月日が遅かったので彼らと同じ18歳。一人称が「ボク」のボクっ娘。年齢に反して身長はクインよりも低く幼い印象を受けるが、当人は子ども扱いされることに不満を抱いている。感情に希薄だが左目に感情が出やすいので心境がすぐにわかってしまうとはクインの弁。クールに振る舞う一方で友人というものに飢えているところがあり、クインの思惑を予想しながらも「女子会」に喜んで橋を運ぶ、ペスティの口調を真似る、クインを「面白い人」と吹き出すなど実は感情が態度に出るタイプ。なお、他のヒロインと違って十影に恋愛感情は抱いていない。
2巻ではデルボア戦やランス戦にて援護射撃を行い一行を勝利に導いたほか、太陽光を遮っていた至高の中の至高モロを撃破した。
3巻ではシルバーエッジの一員として最終血戦に参加。ロッドに目をつけられ、紅蛇を人質に取られ解放条件として血の提供を行い貧血となるが、クルススクの援護により危機を脱する。その後、紅蛇が遺した最後のメッセージを見て死体を操る外法の技術によりロッドの不意を突くことに成功。致命傷を与え戦局を覆し、最期はクルススクとペスティの協力によりロッドの心臓を打ち抜き紅蛇の敵討ちを成し遂げた。直後、今まで抑えていた感情を露わにし大切な人の死に嘆き悲しむ。
エピローグではクインの見舞いに登場。密かに天網の義眼を用いて十影とペスティの蜜月を覗き見し、クインに伝えるという意地悪を行った。
天網の義眼（クラリウィデンス）
失った右目に移植された義眼。能力として温度、湿度、大気の流れ、生体反応の可視化などがあり、遮蔽物の先まで見通すことが可能。望遠倍率をあげることでより詳細な映像も見られる。更には未来予測された映像から詳細なデータまで「視る」ことができる。膨大な情報量が脳内に入り込んでくるため誰でも使えるわけではなく、実用に成功したのはクラリタしかいないという。
外法
最終血戦で使用。紅蛇の糸を利用して死体を動かす技術。ロッドの不意を打つ際に紅蛇の協力のもとクラリタが使用した。

### 対血族部隊エクイテス
至高の血族に対抗するために結成された武力組織。
クルススク・サリヴァン
2巻から登場。38歳。エクイテスの最高司令官を務める大男。ハルバードを自在に操り、人類を凌駕する身体能力を武器とする。異名は「闘神」。血族からは「羅刹（ニルティ）」の異名で恐れられている。BIを摂取していない状態にも関わらず、BIを摂取したベテラン3人を圧倒する実力者。
十影とは失言の応酬を交わす仲でありつまらないことで諍いを起こしているが、十影のことは信を置いている。最高司令官権限を利用して通信を盗聴して割り込んでくるのが日課。
2巻では特に目立った活躍がなかったものの、3巻ではシルバーエッジの一員として最終血戦に参加。ランドルフとの戦いや至高の中の至高との戦闘では大立ち回りを演じ、最終的にはロッドの闇闘技に操られたランドルフの死体と戦い抜き心臓を破壊した。なお、血戦に向かう前に妻エレナに挨拶をしており、「そろそろ子供が欲しくなってきた」と言い残している。無事に帰還を果たし、エピローグではいつもの調子で十影たちと接していた。
ドルド
1巻に登場。年齢は三十代半ば。クインを始めとする新人たちをまとめていた小隊長。十影からは「ドルドのおっさん」と呼ばれていた。ベテランの戦士だったが至高の血族スルガの気まぐれで用いた拳銃により不意打ちを受け、額を打ち抜かれて殺された。

### 治安維持隊クストス
クリアナの防衛と治安維持を司る防衛機構。掲載は階級順。
紅蛇（くじゃ）
2巻から登場。クストスの統合司令官を務める温厚な老人。クラリタの上司でもある。杖をついた老齢の男性だがその実力は非常に高く、十影やクルススクでも容易には勝てないほど。二人が唯一頭が上がらない人物でもある。戦闘技能としては暗殺に特化されており、「銀糸」と呼ばれる切断力の高い極細の糸と、杖に仕込んだ刀を武器とする。
数多くの弟子志願者がいたが厳しい修行について来られたのはクラリタのみだった。既に妻は他界しており、息子夫婦も血族との戦いの中で命を落としており、いつしかクラリタのことを本当の孫同然に考えるようになっていった。若い命を守るためには我が身を犠牲にする覚悟を秘めており、最終巻では自らの命すら犠牲にした策でロッドを倒すのに一役買った。
3巻では恥も外聞もなく逃げに徹するロッドの策に嵌り、血の暴走によって命を落とし死体となって操り人形となってしまう。しかしそれは、ロッドの策を破るためにあえて我が身を犠牲にしたものだった。死体となった自分を糸の技術で操れるように細工を施しており、最期のメッセージを受け取ったクラリタによって紅蛇の死体は操られロッドに致命的な一撃を与えることに成功。ロッドの策はもろくも崩れ去り、クラリタら若い命を護り抜くことはできたものの、クラリタの悲しみもまた大きいものだった。
ユラギ・コルボナ
1巻から登場。18歳。第七区司令官補佐を務める銀髪の美青年。十影とは訓練生時代の同期に当たり「友達」と呼んでいるが、お互いに仲は非常に悪い。作者曰く「天才系厚顔腹黒型愉快犯（ゲス）」であり、十影を殺すために様々な謀略・知略を巡らせて死人まで出したことがある。常人なら卒倒しそうなほどの殺意をぶつけられても涼しく嗤っていられる胆力の持ち主でもある。1巻では早々にペスティの正体を見破り、兵を動かして彼女を至高の血族として捕らえようとしていた。表向きは「友達が至高の血族を匿っていたと周知されないため」と述べており、取り逃した後は十影に「彼女を連れ戻せたら君の手で後始末をつけさせる」「そのまま彼女を連れて逃亡したら盛大に笑わせてもらう」と告げ、怒りを買っていた。
2巻ではクリアナを急襲した至高の血族に対し、コートスと組んで精鋭部隊として駆逐に当たっていた。自動拳銃を扱う技術は高くそれなりの実力者であることが覗えた。
3巻では大幅に出番が増え、誉れ高き血統の討伐作戦を立案。また自ら実行部隊してコートスらと組んで死地に赴く。一方でクインを部隊に勧誘し、「わざと任務に失敗させることでクインを死なせ十影を苦しめる」というゲスな思惑も抱いていた。結果的にはクインの奮闘によってロッドの策を破る形になり、自身も窮地から脱したがその時でさえも「失敗してくれた方が面白かった（クインが死んだ方が面白かった）」と独白していた。
十影やコートスとは同期だが前述のように仲は非常に悪い。一方で上官たちには本性を隠していい顔をするので、十影やコートスには「出世が早いわけだ」と毒づかれている。
リアリ・アラングレイス
2巻に登場。故人。女性。3年前の「第三十三太陽塔設営戦」で至高の中の至高との戦いで致命傷を受け、その状態で十影を守るため至高の中の至高ランス・ロランスと戦い、十影の技である「雲柳」によって相打ち同然に命を落とした。当時の十影が所属していた小隊の小隊長であり第二の師でもあった。人々からは「純白の聖女（性女）」と呼ばれ、至高の血族からは「白砂の魔女（ホワイトウィッチ）」と呼ばれていた。実力も高く美人で清楚な印象を与えるが、中身はかなりエッチなお姉さんで十影やクラリタに日常的にセクハラをしていた。「性女」というあだ名はそこから来ている。一方で十影から尊敬と好意を持たれており、彼女の死はその後の彼に人生に大きく影を落とすことになった。見た目と中身が違うという点についてはペスティと似ているとクラリタが述べている。
2巻の十影対ランスの戦いでは幻影となって十影に語り掛け、「自分が力を貸すまでもなくペスティという存在が力を貸してくれる」という旨の発言を遺し、十影を見守っていた。
カクヨムに掲載されたスペシャルSSではクラリタを可愛がっていた当時の様子が描かれている。
モデルは『ワイルドアームズ セカンドイグニッション』に登場する「剣の聖女 アナスタシア・ルン・ヴァレリア」。
コートス・テレス
1巻から登場。逆立った金髪の男。十影と同期の18歳。元々はエクイテスに所属していたが3年前の戦いによって隻腕になったため現在はクストスに移っている。十影が信頼する数少ない友人であり、その情報網は広く確かなもの。自称「すげぇ優秀」。女好きの面を持っている。ペスティの母親の行方を調べ真実を十影に告げた。
2巻ではペスティやクインたちと顔合わせを行い、その際にペスティから曲者と呼ばれた。歯の浮く台詞でペスティを口説くも調子付かせてしまっただけに終わりナンパに失敗した。以後はペスティではなくクインとの絡みが多くなる。終盤の至高の血族との戦いではユラギの命令で彼とコンビを組んで精鋭部隊として駆逐作戦に参加。銃機剣という銃と剣を合わせた武装で戦い抜いた。至高の中の至高と交戦しており、決着は省略されているものの戦果から勝ったことが覗える。実力や実績に関してはユラギ曰く「同期の中では僕の次に頭脳に長け、実力では十影の次に高い（万年二位の器用貧乏）」と言われている。
3巻では十影と組み、その実力をいかんなく発揮し至高の血族の大隊を相手に大立ち回りを演じた。無くした右腕には無数の針を仕込んであり、目つぶしに用いるなど「暗器使い」としての側面が強く出ていた。実は密かにクルススクに稽古をつけてもらっており常に鍛錬を続けていたが、自分が努力家であることを知られるのが嫌だったため隠していたことが判明する。終盤の血戦では、ユラギやクインと組んで太陽塔を起動させる別部隊として参加。次々と倒れていく実行部隊の中でユラギ、クインと共に生き残った。
登場するごとにどんどん発言が下品かつ卑猥になっており、女性陣の中でも特にクインとの絡みが多い。もちろんまったく相手にされていない。未登場だが妹がいる。
カクヨムに記載されたスペシャルSSにもオチで登場。ペスティ、クイン、クラリタのパジャマパーティーなる情報を聞きつけ偶然を装って参加しようとするも、それを見越した十影の妨害で失敗に終わり野宿する羽目になって大層悔しがっていた。

### その他
エダ
1巻と3巻に登場。通称「エダ爺」。太陽塔の医務室で勤務している。面倒見がいいがスケベ。ミニマイズマシンに頼らず傷薬や縫合などアナログの医術を主としている。
2巻では至高の血族の襲撃によって生死不明となっていたが、3巻の冒頭で生存が判明。クインやペスティに相変わらずセクハラをかましていた。
クララ・アーヴィング
3巻の回想に登場。ペスティの母親。人間。故人。二年前に「人間と至高の血族の血を引く者たちの居場所をつくる」と言い残しクリアナに向かい消息不明となった。実はクリアナの人間に保護されて都市まで連れて行かれたが、別の場所で保護された人間の証言から至高の血族と婚姻関係にあるのが発覚してしまいスパイの嫌疑を掛けられて処刑されてしまっていた。
3巻では彼女とランドルフの過去が明らかになる。実はランドルフに血を捧げるために「飼われていた」ことがある。至高の血族であろうと対等な存在として接する胆力と慈愛の持ち主であり、その振る舞いに魅了されたランドルフから好意を持たれていた。しかし彼は純血主義のストーカー家。恋心を消し去るということでクララは適当な名目で放逐され、解放に至った。その後、夫となるソロイ・アーヴィングと結ばれペスティをもうける。ほぼ同時期にソロイを始末するべく現れたランドルフと再会することとなり、自分の命を捧げる代わりに夫と娘は見逃してほしいと懇願。ランドルフは愛情故に彼女を殺すことはできず見逃されることとなった。
人間たちの手で殺されることになってしまったものの、その魂は常に娘と共にあった。終盤のペスティとランドルフの戦いでは一つの魂として「絆血の共振」により娘の力となった。
ソロイ・アーヴィング
3巻の回想に登場。ペスティの父親。人間と至高の血族（至高の中の至高）のハーフ。厳格な顔立ちだが妻や娘への愛情は確かなもので、家族の前では良き父親であった。
ペスティが生まれた頃に自分たちを殺しに来たランドルフと戦った過去がある。実力の差はいかんともしがたく、ランドルフの闇闘技を凌ぎ切るも反動で戦闘不能となり、その場はクララの介入により事なきを得た。
本編が始まる以前にロドリオの命を受けた至高の中の至高クラフトらの襲撃により命を落としている。彼の首を獲った至高の中の至高（前述のクラフトではない）はペスティによって倒されているが、娘に大きな悲しみを遺した。
3巻のランドルフとの決戦の際に、ペスティとの愛と血の繋がりによる「絆血の共振」により一つの魂となって娘に力を貸した。
ペスティには「決して太陽のもとには出るな」と言いつけていることから娘が太陽光を克服できるのを知らなかった模様。またソロイ自身が太陽光を浴びた場合はどうなるかは不明。
無窮の闇（グローリア）
相手の闇を喰らい力に換える闇闘技。ランドルフ戦で使用するも闇の許容量をオーバーし全身から血を噴き出してしまう。後にこの闇闘技は「絆血の共振」を通じて娘に受け継がれ、ランドルフとの戦いで大いに貢献した。
エレナ・サリヴァン
3巻に登場。クルススクの妻。本来なら避難用のシェルターに行かなければならないにも関わらず、夫に頼んで家で待たせてもらい、最後まで夫の無事を祈って「祝賀会」の準備をしていた。
ケルナ・テレス
コートスの妹。本編には名前だけ出ており本人は未登場。兄に対して「ツンデレ」な態度で接しているらしい。

### 至高の血族（スプリームブラッド）
本作における敵陣営。かつては吸血鬼と呼ばれた種族。1000年前に地下に籠った人間に代わって地上を支配しており、その数は人類に比肩するほどまでに増えた。基本的には人間を見下し抹殺の対象として見ている。良質な血の持ち主は監禁して「飼っている」。

#### 当主
ロドリオ・ストーカー
1巻に登場。1巻における最終的な敵であり黒幕的存在。至高の血族を統べるストーカー家の当主であり、本作を通して最強を誇る人物の一人。見た目は老齢だが至高の血族の頂点に立つその力は同族からも恐れられている。非常にプライドが高く短気な性格をしており、自分が話をしている最中に遮られるとその人物を殺してまで黙らせようとする。作中では意見した同族を何人も闇に喰わせて殺している。敵ではあるもののペスティも「様」づけで呼ぶ（ランドルフたちには「殿」をつけている）。武器は闇で生み出した刀と、闇闘技の極致「闇を統べる者（クリアティオ）」。これにより他の血族の闇闘技を容易く再現できる。またこの闇で太陽光も遮れるので太陽のもとでも活動が可能。しかし当人は、いつか太陽を克服する旨を掲げている。
当初はアーヴィング一家を「不純の血」とみなし抹殺するべく至高の血族を動かしていたが、ペスティが太陽光の影響を受けないと知ると興味を抱き「飼う」べく自ら行動を起こす。彼女を守るために居合わせた十影と戦うことになり、その圧倒的な実力で一度は容易くねじ伏せる。しかしペスティとの「血絆の共振（レゾナンス）」により大幅なパワーアップを迎えた十影との戦いではほぼ互角の死闘となり、ペスティの「宵闇の揺らめき（エクスポリエム）」を用いた十影に腕を封じられ、最期はクインからもらった拳銃で心臓を打ち抜かれ敗北。「勝ちは譲った」と敗北を認めたが「我を殺せる者は我しかいない」と自ら太陽光を浴び、心臓を刃で貫き消滅した。
戦闘では十影が全力を出せるように周囲の人間たちに危害が及ばないように気遣うなど、彼なりの心遣いを見せていた。
その後の話ではガルビヤスの回想などに登場。自分に挑んでくるガルビヤスに対しては彼なり愛情を持っていたらしく、果し合いを挑んで来なくなったことを愚痴っていたことが娘の口より語られている。ロドリオと言えどもガルビヤス相手には圧倒というわけにはいかず、それなりの負傷を受けていた。
作者はロドリオを魅力的なキャラクターとして熱意を込めたと語っており、ラストバトルを盛り上げようと意識したという。
闇を統べる者（クリアティオ）
対象を一瞬で闇に包み「喰らって」消滅させてしまうほか、部下たちの闇闘技を再現することまで可能。作中ではペスティの宵闇の揺らめきまで再現し十影を無力化させ、クラフトの暗き隣人まで用いている。2巻で判明したことだがモロの「永劫の夜」も用いて太陽光を遮断していた。その真の能力は「闇を生み出す」ことであり、闇闘技の極致と述べている。
深黒の神風（ニージェルテンペスタ）
3巻で判明したロドリオの闇闘技。1巻の戦いで自決の際に使用。心臓を貫いた後、闇のオーラを爆発させ自らを完全に消滅させた。

#### 誉れ高き血統（ルーラーズ・ストーカー）
ロドリオ直系の「至高の中の至高」の中でも優れた3人の血族。その正体はロドリオの息子たちであり、全員が闇夜獄（テネブリス）を乗り越えたことで比類なき力を手にしている。「闇を統べる者」を極めたロドリオでも息子3人の闇闘技は再現できないという。
ランドルフ・ストーカー
2巻から登場。ストーカー家の長兄。外面的な部分が最もロドリオに近しい。格好や振る舞いはロドリオに近いが短気で手が早く、不真面目なガルビヤスとは諍いになることが多い。実力はロドリオに次ぎ「父亡き今は我こそが至強」と語っている。
3巻では彼とペスティの母との過去が判明する。クララ・アーヴィングは元々はランドルフに血を提供するべく飼われていただけの存在だったが、ランドルフは血族相手でも恐れず接する胆力と魅力に惹かれ恋心を抱いてしまっていた。ストーカー家の長男という立場と矜持がそれを許せず、やがてクララを放逐。以後は彼女のことを忘れるように不純の血の殲滅に没頭していた。それからしばらくして不純の血ソロイと対峙する。圧倒的な力で追い詰めるが夫を庇うべく現れたクララと再会し、彼女を殺すことはできずアーヴィング一家を見逃すことに。その際に赤ん坊だったペスティとも出会っていた。
最終決戦では自ら出撃しペスティらシルバーエッジと交戦。クリアナの精鋭たちと互角以上に渡り合うも、ペスティがソロイとクララとの「絆血の共振」に目覚めたことで形勢逆転され、ペスティが放った手刀の一撃で首を斬りつけられ致命傷を負ってしまう。ペスティに向けて最期の一撃を放とうとするが、クララの面影を強く残した忘れ形見を殺すことはできず「興が削がれたわ」と言い残し斃れた。クララとランドルフの間にも「絆」はできており、ペスティは「煉獄の業火」を受け止めた際に彼と母の絆を感じ取っていた。
しかしその死体はロッドによって利用される形になり、操り人形となって再びシルバーエッジに襲い掛かる。最期は紅蛇の策でロッドが大ダメージを受け、死体が操れなくなったところをクルススクによって心臓を破壊され、ランドルフは今度こそ斃れた。
煉獄の焔（プルガトリオ）
闇の焔「獄炎」を生み出す闇闘技。数ある闇闘技の中でも随一の攻撃力を誇っており、破壊力という一点ならばロドリオを超えるという。また力を溜めることで周囲に爆発を起こすことも可能。
煉獄の業火（インケンディウム）
両手から業火の大津波を放つ大技。しかし亡き両親との「絆血の共振」に目覚めたペスティの無窮の闇によって破られる。
ロッド・ストーカー
2巻から登場。青白い髪をした青年で白いカソックをまとい、部下にも同じ格好をさせている。性格は一言で言えば「品性の無いユラギ」。作者は後書きで「ユラギと親戚みたいな性格の下衆」と触れている。ランドルフのことは「ランドルフ兄さん」、ガルビヤスのことは「ガルビヤス君」と呼ぶ。
自分では決して戦わず、死体を盾にし、勝つためにはどんな下劣な手でも用いる冷血漢。他者を踏みにじり殺すことに快感を覚える快楽殺人者でもある。
3巻の戦いではランドルフが倒れた直後に一行の前に現れ、兄の死体を操り「最強の手駒」を獲得した喜びに打ち震え、闇闘技によって血族の死体まで操り一気に戦況を有利にする。前述のように決して戦わず逃げに徹し、BIが切れるまで持久戦に持ち込むという戦法で紅蛇を殺害。その後、執心していたクラリタの血を堪能するもクルススクの襲撃により再度撤退。クインが人工太陽の起動に成功したことで闇闘技が破られたため、一度紅蛇にオーラを注入しようとするが、そこへ紅蛇の死体を操ったクラリタにより刀で刺し抜かれ大ダメージを追う。更にはペスティによって太陽光を遮る闇を奪われたことで炎上。トドメにクラリタの銃弾によって心臓を打ち抜かれるという三重苦を味わい死亡した。
死霊の軍勢（エヴォカートル）
人間・血族問わず死体を操る闇闘技。闇のオーラ、もしくは闇の霧によって死体を操る。範囲はかなり広く地底都市中の死体を操って見せた。また死体の目を通してその場の景色を見ることも可能。弱点は太陽光であり、時間を掛けてオーラを注ぎ込んだ死体ならしばらく操れるが、ただ闇の霧をまとわせただけでは操作不能となる。ランドルフからは「生理的に受け付けない（おぞましい）」と言われている。
ガルビヤス・ストーカー
2巻から登場。最後に戦う「誉れ高き血統」であり本作の最終ボス。本質的な部分では最もロドリオに近しい。服装は人間と変わらない格好のためランドルフには忌み嫌われており、会議中でも堂々と居眠りをしたりと兄弟仲はあまり良くない。振る舞いは不真面目だが仲間思いの熱血漢でもあり、父ロドリオ、妹ローラ、そして親友ランスの死に胸を痛めていた。特にロドリオは目標でもあり97回も戦いを挑んでは敗北を繰り返していた（ロドリオ自身も結構な痛手を負っており圧倒というわけではなかった）。
3巻では気が乗らないという理由で血戦には参加せずにいたが、ランドルフが斃されたことを知り自身も参戦を決意。十影を呼び出して「決闘（タイマン）」を行う。接近戦ならばロドリオ以上の力と動きを見せ、「絆血の共振」の十影とほとんど互角に渡り合う。そして切り札である「闇を統べる者」と「千夜を征く大隊」を用いて決着をつけることに。ガルビヤスの攻撃速度のほうがわずかに十影を上回っていたが、最後の最後にペスティの後押しが加わった「煌月」の前に敗れ去る。死の寸前、戦意を失った血族は見逃してほしいと頼み、快諾されたのを聞いて眠るように息を引き取った。
純黒の狼王（ルプスアニマ）
闇のオーラで両手から獣の爪を4本生やし武装する闇闘技。近接戦闘に特化されている。
闇を統べる者（クリアティオ）
対ロドリオ用に密かに習得していた闇闘技。実はストーカー家の当主の闇闘技は「闇を統べる者」でなければならないという古いしきたりがある。その真髄は闇を生み出し、自身の闇闘技の力を限界以上に高めることにある。使い手が不器用なためロドリオのようにどれでも再現できるわけではなく、後述の親友の闇闘技しかできない。
千夜を征く大隊（ミリアアルマ）
十影との戦いで使用した親友ランスの闇闘技。騎士槍を生み出し、十影への決着に用いるが「煌月」の前に敗れ去った。

#### 至高の中の至高（オブ・ザ・スプリーム）
至高の血族の中でも高い力を持った者たち。闇を操り様々な事象を引き起こす「闇闘技（コンフリクト）」という異能を持つ。また闇のオーラによって攻撃を防ぐことも可能。
クラフト
1巻に登場。少年と大人の中間の顔立ちをしており、髪は血のような赤。ペスティでも勝ち目が薄いというほどの使い手であり、作中最初に登場した至高の中の至高。本編が始まる以前にロドリオの命を受け、不純の血たるアーヴィング一家を抹殺するべくペスティの故郷を強襲し皆殺しにしている。逃げたペスティを追っていたところ、十影らと遭遇し戦いになる。十影に能力を見破られ追い詰められるが、クインを人質に取り逆転を狙う。しかしクインから閃光手榴弾で反撃され、目が眩んだところを十影の掌底で吹き飛ばされ「斬る価値もない」と太陽光のもとに曝され「焼失」した。
後に登場した至高の中の至高と比べると非常に高い実力の持ち主であることが覗える。
暗き隣人（ノターチ）
影から影へと移動する能力。その他原理は不明だがペスティの存在を感じ取るなど「目印」をつけているが、これが闇闘技によるものかは不明。
ランス・ロランス
2巻における最終的な敵。金髪に美形の青年で礼服に身を包んでいる。武器は騎士槍（ランス）。ガルビヤスの眷属であり親友。誉れ高き血統のロッドには「殿」をつけているがガルビヤスに対しては対等な態度で接している。3年前の戦いで十影に恋人ローラを殺されたことで怒り狂い、彼を殺そうとするもリアリ・アラングレイスに阻まれ、「廻の奥伝『雲柳』」により相打ち同然の形で胴体を斬り捨てられた。しかし生存しており、その後、人間の死体から吸った血液で肉体を復活させ仲間たちの手を借りて戦線より脱出。ロドリオに嘆願し闇夜獄へと身を投じた。闇夜獄を乗り越えたことで凄まじい力を手にし、このことから騎士のような理知的な振る舞いと、憎悪に塗れた狂気を併せ持つようになった。なお、リアリは彼との戦闘による負傷が原因でこの世を去っており、十影からすれば「上官の仇」である。そのため決戦の際は互いに復讐鬼として対峙。互いに生命を懸けた死闘を演じた。なお、十影からは「お前たちが戦争を仕掛けなければこんなことにはならなかった」と恨み言を言われたが、ランス自身は嗤って相手にしなかった。
ロッドの作戦が「死ぬことを前提にした少数精鋭」を用いるものだと知りながら「十影を他の者に殺される確率が低くなる」ということから喜んで引き受け、第零太陽塔を破壊。紅蛇との取引により十影と一騎討ちの戦いとなる。当初は有利に戦局を進め十影を圧倒するが、自身の血を飲まれたことで十影は力を増し苦戦を強いられる。しかし心臓を貫かれても「死なない」執念により十影を恐怖させ再度圧倒する。「死んでもいいから復讐を果たす」という執念で十影に迫るも、ペスティの呼び掛けを聞いた十影もまた「大切な者のために生きる」執念で立ち向かい、かつてリアリが放ったように十影の「雲柳」によって致命傷を与えられてしまう。それでも戦おうとするランスだったが最後の攻撃は届かず、復讐鬼として佇んだまま果て死亡した。
千夜を征く大隊（ミリアアルマ）
無数の黒い騎士槍（ランス）を具現化させる闇闘技。槍同士を重ねて要塞のように巨大な壁を創ったり、巨大な槍にすることも可能。燃え盛る炎にも似た闇のオーラを顕現させ、それで攻撃を防ぐこともできる。
ローラ・ストーカー
2巻に登場。既に故人のため過去の回想にしか登場しない。ロドリオの娘でありガルビヤスの妹。そしてランスの恋人である。ガルビヤスからは妹として可愛がられており、彼女もまたガルビヤスを兄として慕っていた。
イブニングドレスを着た令嬢然とした女性だが、貴族のような嫌みな部分はなく、本来なら格下であるはずのランスを恋人として見ていた。3年前の戦いでは総大将を務めるが、一方で誉れ高き血統にふさわしい器であることを示すことにこだわり、父に失望されることを恐れていた。そのためランスを特別扱いせず側に立たせることなく決戦に臨み、十影と死闘を演じたのちに倒され死亡。このことがランスを復讐鬼にさせてしまった。実力としては当時の十影を戦闘不能に追い込むほどのものであり、彼女を倒した十影も立ち上がれないほど疲弊しきっていた。ただしガルビヤスによれば闇闘技を用いらなければ実力そのものは凡百の血族と変わらないという。また彼女だけは闇夜獄には入っていない。
堕天の翼（アーラ）
闇のオーラで黒い翼を生み出す闇闘技。飛行能力の他、翼から離れた「羽」を爆発させて周囲を攻撃させることもできる。
デルボア
ランスと共にクリアナを急襲した至高の中の至高。痩躯が特徴。ランドルフの眷属だが礼儀や礼節などとは遠く離れた人物であり、性格は粗野で野卑で下品。ランドルフからは「死んでもいい捨て駒」として差し出されたことから作戦の全貌は知らされていなかった。当初はリーダーとして扱われるランスに突っかかったものの、すぐに実力差に気づき引き下がった。市街地にてクラリタの狙撃を回避するが、一緒にいた同族を「（血を吸っているところに）意見したから気に食わない」という理由で見殺しにした。ペスティ、クイン、クラリタの3人と交戦するが、クインの罠に掛かり手榴弾を直撃した際に無防備となり、逃れられない死に直面して恐怖するも誰にも助けられることなくペスティによって首をはねられた。
冥き従者（セルブス）
分身を生み出す闇闘技。作中では最大で4人の分身を生み出した。本体は隠れて分身に戦わせたり、分身に複数を相手させ自らは本命を狙うといった戦い方をした。
モロ
ロッドの眷属。堅物で禿頭の男性。ランスと共にクリアナを急襲した至高の中の至高の一人。ランスの実力をすぐさま見抜き彼をリーダーとして扱っていた。ペスティの協力の元クラリタが放った電磁狙撃銃に心臓を撃たれて致命傷を負うが、ランスが第零太陽塔を破壊したのを見て満足しながら死んでいった。
永劫の夜（センペルノックス）
強大な闇を上空に束ね太陽光を遮断する闇闘技。1巻で十影たちの前に現れた際にロドリオも再現している。残念ながらモロのは当主ほどの力量はないという。
青年の至高の血族
ロッド配下の至高の中の至高。名前は不明。3巻の終盤に登場。ユラギたちを監視し、隠された人工太陽の起動の妨害と装置の破壊を担っていた。ロッドの配下らしくキザな言動を見せる。ユラギの策で一人先行したクインを尾行し襲撃。四肢を貫いて動けなくしたところで拷問を行おうとしたが、破片手榴弾だと思わせた閃光手榴弾の罠に掛かり、隙ができたところをクインに延髄をぶち抜かれ死亡した。ロッドからは「役に立たない部下を持った」とコメントされている。作中に登場した至高の中の至高では最後に倒された。
夜の眷属（ファミュルス）
蝙蝠を生み出し使役する闇闘技。作中では20匹近い数を生み出しクインに致命傷を与えた。また監視にも使用できる模様。

#### 至高の血族（スプリームブラッド）
凡百の至高の血族たち。主に斥候として活動する。
スルガ
1巻に登場。キザったらしい青年の血族であり、奪った拳銃で卑怯にもドルドを不意打ちして射殺した。クインを殺さず血を呑むために連れ去ろうするが駆けつけた十影に阻まれる。最初は余裕に振る舞っていたが十影の圧倒的な強さを前に怯懦を見せ始め、クインを人質にして形勢逆転を測ろうとする。しかし失敗に終わり、十影の「瞬の奥伝 煌月」によって上半身を斬り飛ばされ死亡した。
テッド
1巻で名前が出た男。ロドリオの命令でペスティの行方を探っている際に死亡した模様。相棒（もしくは恋人）と思しき女性の血族がロドリオに「ねぎらい」を進言したが、彼女を殺してテッドのもとへ葬るのが一番だとしてロドリオに殺された。

## 用語・地名
クリアナ
生き残った人類が暮らす巨大都市であり、本作の主な舞台となる場所。都市部には第零太陽塔が存在する。また都市の外縁部は巨大な壁に包まれている。
地底都市クリアナ
地下に潜った人類が建造した巨大都市のひとつ。地上のクリアナとは異なる。現在は誉れ高き血統の本拠地となっており、最終血戦の舞台となった。
太陽塔
疑似的に太陽光を発する巨大な装置。人類が持つ至高の血族に対する切り札の一つ。複数の太陽塔が設置されており、クリアナには巨大な第零太陽塔が存在する。
対血族部隊エクイテス
至高の血族と前線で戦う特殊部隊。その他、太陽塔近辺の哨戒なども行う。
治安維持隊クストス
クリアナの治安維持を司る組織。
BI（ブラッドイグニッション）
至高の血族の血液から作り出した薬。これを飲むことで常人を凌駕する力を得られ、人間でも至高の血族と渡り合えるようになる。ただし効果時間は数分と短く、中和剤を飲まなければ血が暴走して全身から出血して死んでしまう。
至高の血族（スプリーム・ブラッド）
かつては吸血鬼と呼ばれた種族。本作における敵陣営。1000年前の氷河期の訪れによって地下に潜った人類に代わり世界を支配していた。現在では人類に比するほど繁殖と繁栄を遂げている。
至高の中の至高（オブ・ザ・スプリーム）
後述の闇闘技を用いることができる至高の血族。高い戦闘力を持つ。
誉れ高き血統（ルーラーズ・ストーカー）
至高の血族の巨大派閥ストーカー家の当主ロドリオの3人の息子を指す。闇夜獄を乗り越えたことで比類なき戦闘能力を手にしている。また長男のランドルフはロドリオに次ぐ実力（攻撃力）の持ち主であるという。
貴血の加護（ブレス）
至高の血族が持っている特性の一つ。物理的なダメージを無効化する力であり、ガラスに額をぶつけたとしても痛みはなくガラスにひびが入る。ただし太陽光と銀と同族の攻撃は防げず、これに対抗するため人類は銀製の武器を用いている。
闇闘技（コンフリクト）
至高の血族の上位存在「至高の中の至高」が持つ能力。闇のオーラを操り攻撃や太陽光を防いだりできる。しかしその真価は異能にある。個体ごとに扱える異能は異なっている。各キャラクターが用いる異能については上述の登場人物紹介を参照。
闇夜獄（テネブリス）
至高の血族の牢獄。光無き真なる闇の世界そのもの。しかし、ただの牢獄ではなく試練の一種として知られており、内部で過ごせば過ごした分だけ闇闘技を高めることができる。凡百の至高の血族なら闇闘技を覚え、至高の中の至高ならば闇闘技の力を高められる。ただし凡百の至高の血族でこれをクリアした者はおらず、いずれも精神に異常をきたし廃人となったという。なお、「テネブリス」はラテン語で「闇」を意味する。
不純の血
人間と至高の血族のハーフやクォーターを指す。用いているのは主に至高の血族側であり、ストーカー家は「純血主義」を掲げているため人間と交わって生まれた血族は抹殺する傾向にある。
作中ではハーフとしてソロイ・アーヴィングがいる。本作のヒロインであるペスティは彼の娘でありクォーターである。
絆血の共振（レゾナンス）
人間と至高の血族の「愛」によって発現する力。互いの意志や力を共有し、より強い力を得ることができる。種族を越えた愛によって生まれる力のため純血主義を掲げるストーカー家では発現できず、ロドリオもおとぎ話と信じて疑わなかった。

## 評価
第28回ファンタジア大賞にて銀賞を受賞した（受賞時のタイトルは「BLOOD IN BLOOD」）。同賞で審査員を務めた葵せきなは本作を以下のように評している。

## 既刊一覧
- 亜逸（著）・ゆらん（イラスト）、KADOKAWA〈富士見ファンタジア文庫〉、全3巻
  - 『イグニッション・ブラッド 暁の英雄』、2016年2月20日発売[4]、ISBN 978-4-04-070815-7
  - 『イグニッション・ブラッド2 復讐者の狂宴』、2016年6月18日発売[5]、ISBN 978-4-04-070822-5
  - 『イグニッション・ブラッド3 煉獄の血戦』、2016年10月20日発売[6]、ISBN 978-4-04-072074-6